# Haircut 100
Haircut 100, auch Haircut One Hundred, ist eine britische New-Wave-Band, die 1980 in Beckenham gegründet wurde.

## Geschichte
Die Gruppe bestand zunächst aus Nick Heyward (Gesang), Les Nemes (Bass) und Graham Jones (Gitarre). Später kamen noch Phil Smith (Saxophon), Mark Fox (Perkussion) und Memphis Blair Cunningham (Schlagzeug) dazu. Das Ursprungs-Trio gab sich den Namen Captain Pennyworth, der nach einiger Zeit in Boat People und danach in Haircut 100 geändert wurde.
Bereits ein Jahr nach der Gründung erhielt Haircut 100 einen Plattenvertrag. Im Oktober 1981 erschien die von Bob Sargeant, der bereits für Breathe und The Beat gearbeitet hatte, produzierte erste Single Favourite Shirts (Boy Meets Girl), die auf Anhieb die Top 10 der britischen Singlecharts erreichte. Unter dem Titel Pelican West erschien Anfang 1982 das Debütalbum der Band, aus dem drei weitere Top-Ten-Singles ausgekoppelt wurden.
Auf dem Höhepunkt des Erfolges verließ Bandgründer Nick Heyward Haircut 100, um sich eine Solokarriere aufzubauen. Mark Fox ersetzte ihn als Sänger. 1984 erschien das zweite Album Paint and Paint. An die Erfolge ihres Debütalbums konnte Haircut 100 jedoch nicht mehr anknüpfen. Schließlich löste sich die Band 1984 auf.
Blair Cunningham spielte später bei den Pretenders, wo er den verunglückten Martin Chambers ersetzte. Nach einer kurzzeitigen Wiederbelebung der Formation im Jahr 2004 gab die Gruppe 2009 ein Comeback bekannt und spielt seither wieder live.

## Diskografie

### Alben
- 1982: Pelican West
- 1984: Paint and Paint
- 2011: Live at the IndigO2 28th Jan 2011

### Kompilationen
- 1989: The Best of Nick Heyward & Haircut One Hundred  (mit Nick Heyward)
- 1996: The Greatest Hits Of (mit Nick Heyward)
- 2003: The Very Best Of… (mit Nick Heyward)

### Singles
- 1981: Favourite Shirts (Boy Meets Girl)
- 1982: Love Plus One
- 1982: Fantastic Day
- 1982: Nobody’s Fool
- 1982: Pelican Dance
- 1982: October Is Orange
- 1983: Prime Time
- 1983: So Tired
- 1984: Too Up Two Down
- 1985: Favourite Shirts (mit Nick Heyward)